# Onoterapia

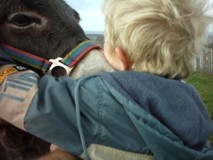
Onoterapia

L'onoterapia (dal greco ὄνος, ónos, asino) è un tipo di pet therapy diffusa inizialmente in Francia, Stati Uniti d'America e Svizzera, praticata utilizzando gli asini.

## L'asino come soggetto privilegiato negli interventi assistiti con gli animali
Le specie maggiormente coinvolte sono: cane, cavallo, asino, gatto e coniglio. Ovvero specie domestiche in grado di instaurare facilmente relazioni sociali con l'uomo, l'idoneità di specie e dello specifico animale (ai fini dell'intervento) viene valutata dal medico veterinario insieme al responsabile del progetto d'intervento con gli animali.
Nell'ambito degli interventi assistiti con gli animali (IAA), gli asini entrano a pieno titolo tra gli animali adatti al lavoro terapeutico-relazionale. È un animale, infatti, che da subito regala accoglienza, calda protezione, sicurezza e affidabilità. Inoltre, le caratteristiche fisiche proprie dell'asino quali la taglia ridotta, la pazienza, la morbidezza al tatto, la lentezza di movimento e tendenza ad andature monotone, consentono di entrare in comunicazione con il paziente attraverso il sistema asino-utente-operatore. Il ruolo di quest'ultimo è quello di facilitare la comunicazione e la conduzione dell'animale.
In passato, per verificare la presenza di un'empatia tra l'uomo e l'asino, è stato condotto un esperimento che ha coinvolto 176 bambini tra i nove e i dieci anni d'età che non avevano mai avuto contatti con questa specie animale. L'esperienza consisteva nel fatto che i ragazzini dovessero comprendere gli stati emotivi dell'asino dopo che avessero ricevuto degli stimoli positivi e negativi. I risultati dimostrarono che, non solo i bambini compresero correttamente le emozioni dell'animale, ma inoltre provarono una forte empatia verso il dolore provato dall'asino. L'asino è quindi adatto a tutti gli interventi assistiti anche perché induce a una certa empatia.

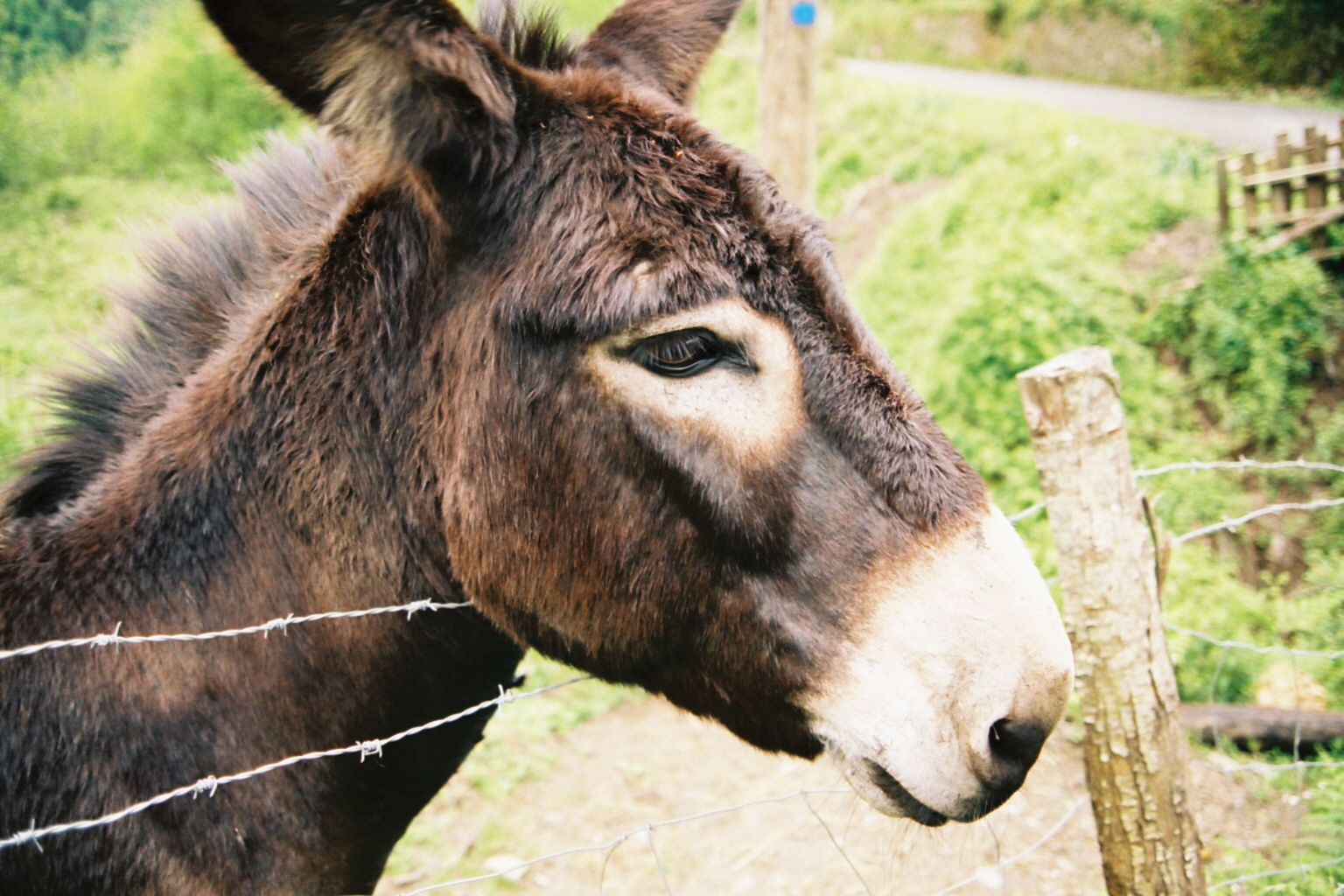

L'asino è particolarmente idoneo a tutti gli interventi di assistenza anche per le sue dimensioni fisiche e per il suo comportamento. Per quanto riguarda il primo aspetto, ciò che lo rende diverso dagli altri animali, utilizzati per gli interventi assistiti con gli animali, è la sua grandezza, che gli permette di offrire accoglienza e protezione. Inoltre, il contatto diretto può avvenire non solo attraverso l'abbraccio da terra, ma anche mediante la cavalcata, che può avvenire in diversi modi ( di pancia, di fianco). Ad esempio, appoggiando tutto il corpo sulla schiena dell'animale fino ad avvolgere tutto il suo collo. In questa posizione si ottiene un contatto fisico particolarmente stretto, attraverso il quale il paziente può sentire il calore dell'animale e il ritmo del suo respiro. Questa tipologia di relazione richiama le cure parentali in cui si era cullati, coccolati dalla mamma.
Un altro aspetto molto importante è appunto il comportamento di questo animale. L'asino è infatti poco irruente nei confronti dell'uomo, si avvicina a lui con curiosità, con prudenza e con delicatezza, senza invadere il suo territorio. Un'altra caratteristica molto importante è che rimane fermo, non scappa: questo aiuta il paziente ad avvicinarsi a lui con sicurezza e con tranquillità.
L'asino ha anche il pelo che può essere toccato e accarezzato e queste azioni donano una sensazione di piacere. Toccare e ed essere toccati ricorda i nostri momenti di intimità con la figura di attaccamento e fisiologicamente ha una funzione tranquillizzante.(Montagu, 1971).
Infine, questo animale possiede delle caratteristiche neoteniche, come grandezza degli occhi e della testa, che generano negli esseri umani una propensione a prendersi cura di lui.. Morris a questo proposito sostiene che: " Molto probabilmente sono i meccanismi di memoria genetici a far sì che siano proprio gli animali-umani adulti (non solo bambini) a prediligere forme neoteniche".

## Obiettivi
Gli interventi assistiti con gli animali hanno lo scopo di creare uno stato di benessere per la persona che viene coinvolta, nello specifico nelle seguenti aree:
- psichica: autostima, autocontrollo, percezione sensoriale, gestione delle emozioni, affettività.
- cognitivo-intellettiva: apprendimento, controllo delle risposte riflesse, capacità di previsione, adeguamento all'ambiente; concentrazione sul compito attribuito, attenzione, comprensione, memoria;
- socializzazione: condivisione delle esperienze, partecipazione al gruppo, cooperazione;
- psicomotoria: equilibrio, sviluppo muscolare, coordinazione, riflessi, controllo delle stereotipie, orientamento spazio-temporale;
- comunicazione: comunicazione verbale e non verbale, linguaggio assertivo, intenzionalità.

Ulteriori obiettivi:
- Sviluppare capacità relazionali con l'animale tramite linguaggio non-verbale.[2]
- Accedere al proprio mondo emotivo mediante il rapporto con l'animale.[2]
- Sviluppare consapevolezza di sé e dell'Altro.[4]
- Accrescere la capacità di prendersi cura dell'Altro.[2]
- Sviluppare l'autonomia nelle scelte personali e nelle attività con l'animale[4]
- Sviluppare capacità empatiche e di aiuto reciproco[4]
- Migliorare le condizioni fisiche, psicologiche ed emotive degli assistiti[3]
- Ritrovare la propria dimensione affettiva tramite la relazione con l'asino.[2]

## Destinatari degli interventi
Sono rivolti a tutti quei soggetti che possono beneficiare di un percorso educativo o di cura, in cui si ritiene che la relazione con l'animale scelto possa facilitare il raggiungimento degli obiettivi preposti. Importante soffermarsi sul riflettere che non vi può essere un animale o una proposta adatta ad una categoria di persone o patologie, ogni singolo intervento prevede l'instaurarsi di una relazione positiva tra la persona di cui ci si prende cura e l'animale, il quale viene scelto di volta in volta per le sue caratteristiche etologiche ed individuali.
Le caratteristiche fisiche e caratteriali dell'asino lo rendono adatto per rivolgersi a soggetti che soffrono di disturbi della personalità e in generale a cardiopatici ed ipertesi, a persone diversamente abili, bambini ed anziani, malati psichiatrici e tossicodipendenti, detenuti, sieropositivi, audiolesi, non vedenti, persone con problemi di ansia, stress, solitudine, accettazione e disarmonia emotiva.
Eugenio Milonis rivela inoltre che l'onoterapia è una metodologia importantissima e utilissima da rivolgere anche a bambini: ipercinetici, depressi, aggressivi, dipendenti, bulimici e anoressici, con disturbo del sonno, con disturbo dell'attenzione, con disarmonia emotiva, Sindrome di Down, ritardo mentale.
In tutte queste situazioni, la relazione con l'asino dà la possibilità al soggetto di vivere delle esperienze tattili, sensoriali, percettive ed emotive molto significative che stimoleranno il suo interesse e faciliteranno l'instaurazione di una relazione e di una comunicazione, non necessariamente verbale.
Questo autore, infatti, sottolinea come la mancanza di un'adeguata comunicazione, o meglio una difficoltà nella relazione affettiva, sia la causa principale dei disturbi precedentemente elencati.
Ad esempio, se un adulto dice ad un bambino: "Vieni che ti aiuto a mangiare" ma poi si tiene a debita distanza, per evitare che non lo sporchi o non gli sputi adesso, in realtà sta inviando un messaggio ambivalente. Cioè, a parole gli sta confermando che lo accetta, che lo vuole sostenere, ma il corpo, o più precisamente con il linguaggio non verbale, gli sta comunicando che lo rifiuta. E come sostiene Eugenio Milonis: "Di fronte al doppio messaggio, il bambino entra in conflitto, non sa che fare. Non capisce cosa è buono e cosa è cattivo. Non può fidarsi. Si chiude. Si difende."
È opportuno quindi cercare di ricreare la fiducia e una comunicazione autentica, basata sulla chiarezza e sulla mancanza di ambiguità.
Perché allora gli interventi con gli animali sono considerati una metodologia adatta?
Sempre Eugenio Milonis afferma: "L'attività con l'asino aiuta a recuperare una comunicazione semplice, autentica profonda, basata sulla corporeità, sulla spontaneità e sul gioco." Le risposte degli animali, infatti, sono sempre sincere, facili da comprendere e univoche.
Nonostante in Italia non vi siano ancora un numero rilevante di pubblicazioni scientifiche attestanti l'efficacia terapeutica degli interventi assistiti con gli animali, i risultati sono estremamente incoraggianti. I dati raccolti dimostrano che l'animale (a prescindere da quale esso sia) riaccende l'interesse verso gli altri e che attraverso queste attività si sviluppa l'empatia, la quale porta anche i pazienti depressi e in isolamento sociale a reagire, ma soprattutto a sentirsi utili. L'animale è in grado di stimolare nell'utente l'accettazione di sé e la voglia di mettersi in gioco.

## Metodologia

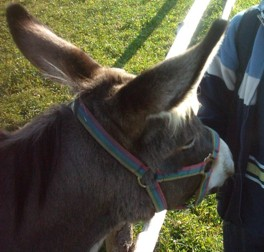
Attività di contatto "a terra"

Gli interventi vengono svolti all'interno dell'asineggio, ovvero il maneggio degli asini. Questo luogo è un ampio spazio che offre notevoli garanzie di sicurezza. In questo ambiente, che presenta una dimensione stimolante e creativa, le attività svolte principalmente con l'animale stesso sono sia individuali che di gruppo. Tutte le attività di gioco ed esercizio vengono organizzate e strutturate da un operatore, accompagnato talvolta da un assistente.
All'inizio della terapia è importante che l'asino e la persona selezionata per la terapia si conoscano e si scelgano a vicenda, non è infatti possibile forzare l'interazione o rendere l'animale un passivo oggetto di cura. Nei primi momenti in cui il bambino entra nel recinto è possibile notare come gli asini sfilino autonomamente di fronte a esso e in seguito si allontanino da lui placidamente, ad eccezione quasi sempre di almeno uno, il quale appare più incuriosito e in cerca dell'interazione con quella specifica persona. Questo è definito il momento della scelta, nel quale il bambino si percepisce come accettato dall'animale per quello che è, comprese tutte le sue problematiche. Avviene dunque un'alchimia all'interno di questo incontro che porta entrambi i soggetti a creare un legame d'affetto reciproco. È una cosa che non può essere spiegata, ma solo vissuta.
Questo è uno dei molti motivi per cui viene scelto questo specifico animale, ovvero per la sua propensione ad instaurare relazioni anche con soggetti con problemi o con bambini molto piccoli.

### Esercizi e giochi con l'asino
Tutte le attività vengono organizzate tenendo conto delle risorse, delle capacità e dei bisogni dei vari partecipanti. I progetti di cura prevedono: la conoscenza dell'animale tramite il tatto, valorizzando la mano come strumento di comunicazione e affetto, esercizi in serie e giochi che favoriscono linguaggio, responsabilità e concentrazione.

#### Attività all'interno dell'asineggio
- Attività individuali: Inizialmente le attività si svolgono "a terra". In questa fase sia l'animale che l'utente prendono contatto l'uno con l'altro, imparando a conoscersi, a conoscere segnali, movimenti e comportamenti l'uno dell'altro. È importante non avere fretta, se necessario ripetere l'esercizio più volte, costruire la relazione e anche dare ad entrambi rinforzi positivi, verbali ("bravo") per l'uno, e fisici (carezza o coccola per l'altro), laddove l'esercizio venga eseguito correttamente. Il primo incontro è una fase di conoscenza, in cui l'operatore presenta all'utente l'animale, fornendogli informazioni quali il nome, l'età e gli aspetti caratteriali dell'animale. In una seconda fase si inizia a prendere contatto con l'animale attraverso l'utilizzo di una striglia per spazzolare il pelo dell'animale attraverso un movimento dall'alto verso il basso. Solo successivamente l'utente prende effettivo contatto con l'animale accarezzando e toccando tutte le parti del corpo su indicazione dell'operatore. Una volta terminate queste operazioni di conoscenza si passa ad attività più concrete come: passeggiate insieme trainando l'animale con una corda, "muso a terra", salti, percorso ad ostacoli, ecc. Solo dopo una conoscenza adeguata si può passare ad attività "in groppa", partendo da attività come quella chiamata da Milonis all'interno del suo saggio "Quanto pesi?" in cui l'utente pone le mani sul dorso dell'asino e solleva i piedi da terra facendogli sentire tutti il peso prima di montare in groppa.[4]
- Attività di gruppo: Il lavoro di gruppo è molto importante perché favorisce la partecipazione e la collaborazione di tutti gli utenti coinvolti. Queste attività risultano essere sempre molto coreografiche e favoriscono lo sviluppo di alcune capacità e competenze quali la coordinazione dei movimenti, la percezione e la consapevolezza di sé stessi, dell'altro e dello spazio, le capacità empatiche e quelle relazionali. Alcuni esempi di attività possono essere: "sorpasso" (attività a terra), nella quale i partecipanti, svolgendo un percorso prestabilito, devono superarsi l'un l'altro in modo da disporsi secondo l'ordine dato dall'operatore; "volta"(attività a terra), durante la quale al segnale dell'operatore tutti gli utenti devono tracciare un cerchio completo tornando al punto di partenza; "senza mani" (attività di gruppo), in cui mentre un compagno a terra fa camminare l'asinello, chi è seduto sul dorso dell'animale spalanca le braccia e rimane in equilibrio durante la passeggiata.[4]

#### Attività all'esterno
Le attività all'esterno dell'asineggio prevedono passeggiate individuali o di gruppo lungo un percorso, generalmente, situato nei dintorni del centro di onoterapia e avente forma ad anello. Il percorso è comunque controllato e sicuro, in modo da dare agli utenti uno spazio in cui sperimentare la loro autonomia e libertà in sicurezza. Inoltre, il poter passeggiare all'esterno dell'asineggio sviluppa nei partecipanti un senso di responsabilità per sé stessi e per l'animale ed è un buon momento di condivisione di esperienze anche con amici, parenti e chiunque voglia partecipare all'escursione.

### Il ruolo dell'operatore/coadiutore
Gli interventi assistiti con gli animali prevedono il coinvolgimento di un'équipe multidisciplinare, composta da diverse figure professionali, sanitarie e non, e operatori che concorrono alla progettazione e alla realizzazione dell'intervento, ognuno per le proprie competenze, lavorando in stretta collaborazione tra di loro. La scelta di questa équipe multidisciplinare rappresenta un momento fondamentale per la progettazione degli interventi con gli animali, in quanto il team deve contenere al suo interno tutte le figure di riferimento necessarie allo svolgimento delle attività sulla base degli ambiti e degli obiettivi di intervento, tenendo conto delle specifiche esigenze del paziente/utente e dell'animale. Ogni componente dell'équipe deve avere una specifica formazione e competenza relativa agli interventi con gli animali, per essere in grado di gestire nell'interezza della sua complessità la relazione uomo-animale.
L'équipe multidisciplinare deve essere composta da:
- responsabile del progetto: il quale coordina l'équipe per la definizione degli obiettivi, delle relative modalità d'intervento e della valutazione;
- medico veterinario esperto in interventi assistiti con gli animali: il quale collabora con il responsabile di progetto nella scelta dell'animale e della coppia coadiutore-animale, e ne valuta di conseguenza l'idoneità, egli garantisce i requisiti necessari per il benessere dell'animale ed indirizza alla corretta gestione di esso;
- referente d'intervento: il quale prende in carico la persona durante la seduta ai fini del raggiungimento degli obiettivi del progetto;
- coadiutore dell'animale: il quale prende in carico l'animale durante le attività ai fini dell'interazione uomo-animale.

L'operatore(coadiutore dell'animale) è una figura che possiede una adeguata formazione sulle caratteristiche dell'animale, sulla metodologia terapeutica e sul rapporto di relazione a tre.
Gli operatori possiedono una formazione specifica sugli interventi assistiti con gli animali (interventi assistiti animali), i quali hanno valenza, secondo il documento relativo alle linee guida nazionali sull'argomento, "terapeutica, riabilitativa, educativa e ludico-ricreativa e comprendono tre ambiti di intervento: terapie assistite con animali (TAA), educazione assistita con animali (EAA) e attività assistite con animali (AAA)."
Il ruolo dell'operatore nello specifico è fondamentale durante tutta la durata dell'intervento. Il primo compito da svolgere è quello dell'accoglienza della persona e della famiglia. L'approccio con quest'ultima non è da sottovalutare poiché determina lo sviluppo successivo di tutto il rapporto.
L'operatore si deve mostrare dunque accogliente, sensibile e non giudicante. Soprattutto si deve mostrare aperto e attento alle richieste della famiglia.
Nella seconda fase, dove l'utente entra in relazione con l'animale, egli assume il ruolo di mediatore. Deve dunque dare tutte le informazioni e raccomandazioni all'utente per far sì che si possano evitare situazioni spiacevoli, che si incrini il rapporto tra utente-animale e di conseguenza che vengano compromessi i risultati di tutto l'intervento.
L'operatore deve rappresentare per l'utente un punto di riferimento, fungere da facilitatore per la relazione e intervenire laddove sia necessario, ma, al tempo stesso, non deve essere troppo invadente e deve lasciare che l'utente sia "in condizione di compiere il proprio percorso ed essere autonomo nelle attività."